# James Meek
James Meek (ur. 1962 w Londynie), brytyjski pisarz i dziennikarz.
Urodził się w Anglii, jednak dzieciństwo spędził w Dundee. Pracuje jako dziennikarz, jego teksty publikuje m.in. The Guardian. W latach 1991–1999 był korespondentem w krajach byłego Związku Radzieckiego. Jako prozaik debiutował w 1989 powieścią McFarlane Boils the Sea. Jest autorem dwóch zbiorów opowiadań oraz czterech powieści, z których najbardziej znaną jest Ludowy akt miłości z 2005. Jej akcja rozgrywa się w 1919 w syberyjskim miasteczku zamieszkanym przez skopców, a kontrolowanym przez żołnierzy Korpusu Czechosłowackiego.

## Proza
- McFarlane Boils the Sea (1989)
- Last Orders and Other Stories (1992)
- Drivetime (1995)
- The Museum of Doubt (2000)
- Ludowy akt miłości (The People's Act of Love 2005)
- We Are Now Beginning Our Descent (2008)